# Lasiomma atricaudum
Lasiomma atricaudum är en tvåvingeart som först beskrevs av Zetterstedt 1845.  Lasiomma atricaudum ingår i släktet Lasiomma och familjen blomsterflugor. Arten är reproducerande i Sverige. Inga underarter finns listade i Catalogue of Life.